# I・マーレーン・キング
I・マーレーン・キング（I. Marlene King、1962年5月22日 - ）は、アメリカ合衆国の脚本家。

## 作品
- プリティ・リトル・ライアーズ
- ラッキー・ガール
- ナショナル・ランプーン/ホワイトハウスを乗っ取れ!
- Dearフレンズ